# Музыка Мурсии

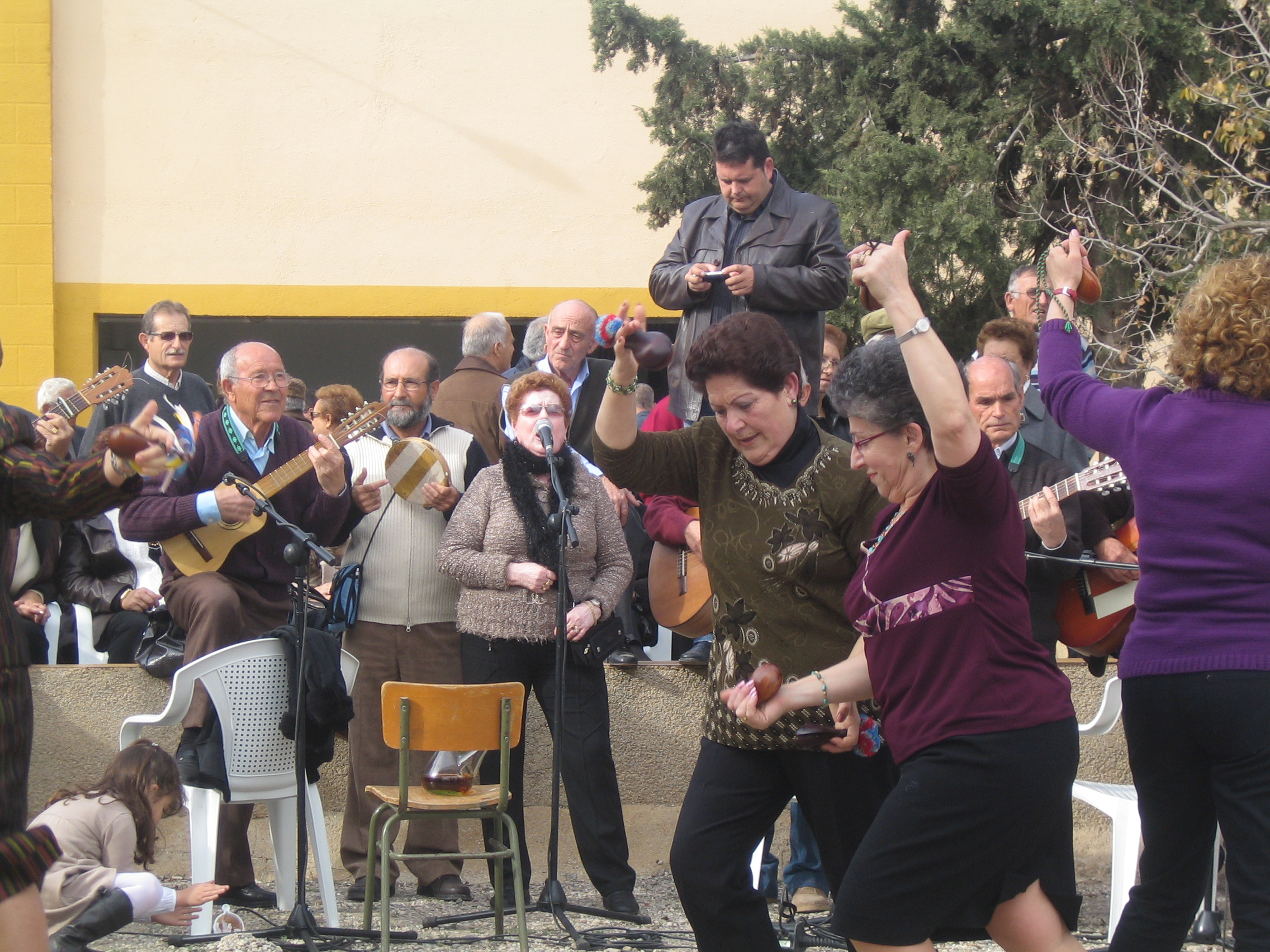
Куадрилья де Анимас

Музыка Мурсии — традиционная музыка региона Мурсия, включает в себя несколько оригинальных стилей.
В первую очередь это песни на религиозные темы Канто де Ауророс, включающие композиции а-капелла сопровождающиеся колокольным звоном в исполнении группы мужчин. Такое исполнение сохранилось до сих пор в нескольких городах в Уэрта-де-Мурсия, а также в Лорке, Бульяс, Абанилья, Йекла и некоторых населённых пунктах Вега-Баха.
Фанданго, малагуэнья, хота, парранда и другие музыкальные композиции носят праздничный характер. Эти произведения традиционно исполняются в торжественных случаях, особенно на Пасху, группами музыкантов и танцоров Куадрилья де Анимас, типичной для юго-восточной Испании (Мурсия и соседние провинции). Мурсийское фанданго соединяет в себе черты андалузского и мавританского наследия.
Увлечение традиционной мурсийской музыкой характерно для большей части местного населения, образовывающих группы песни пляски, некоторые из которых насчитывают уже более сотни лет.
Одним из традиционных инструментов Мурсии является мурсийская флейта, или пита, чьё звучание можно услышать на всех местных фестивалях и процессиях.
Кроме того, регион Мурсия является родиной многих известных композиторов и музыкантов — Себастьяна Раваля, Хуана Оливера-и-Асторги, Бартоломе Перес-Касеса, Мануэля Фернандеса-Кабальеро, Хулиана Сантоса, Роке Баньоса, Нарсисо Йепеса.